# 広島県道361号佐木島線
広島県道361号佐木島線（ひろしまけんどう361ごう さぎしません）は、広島県三原市を通る一般県道である。

## 概要
三原市鷺浦町（佐木島）内を走る。佐木島の海岸沿いに通る路線。

### 路線データ
- 起点：三原市鷺浦町須波
- 終点：三原市鷺浦町須波
- 総延長：約11 km

## 地理
この島には橋がかかっていない。したがって、外部との接続路線は一切持たない。

### 通過する自治体
- 三原市

### 沿線
- 三原市立鷺浦小学校
- 鷺浦郵便局